# Municipio de Samahil
El Municipio de Samahil es uno de los 106 municipios del estado mexicano de Yucatán. Su cabecera municipal es la localidad homónima.

## Toponimia
De acuerdo con la Enciclopedia de los Municipios de México, el significado del nombre en lengua maya es «lugar de la leguminosa».

## Colindancias
El municipio de Samahil que se encuentra situado en la parte nor-poniente del estado de Yucatán, limita al norte con Hunucmá, al  sur con los municipios de Chocholá y Maxcanú, al oriente con  Umán y  al poniente con Kinchil y Tetiz.

## Datos históricos
«Lugar de la leguminosa Tzama», existe desde antes de la conquista de Yucatán:
- En la época prehispánica formó parte del cacicazgo de Ak canul.
- 1704: En la colonia bajo el régimen de encomienda estuvo a cargo de José Solís Osorio.
- 1825: El pueblo de Samahil pasa a formar parte del partido del Camino Real Bajo, cuya cabecera fue Hunucmá.
- 1918: Se erige en municipio libre.

## Economía
- Entre las actividades productivas que se desarrollan en el municipio, está la agricultura destacando el cultivo del henequén. Está incluido Samahil dentro de la denominada zona henequenera de Yucatán.
- El maíz, el chile verde, los cítricos y los frutales, son también cultivos preferentes del municipio.
- También se desarrolla con éxito la cría de especies: de bovinos, porcinos, aves y abejas.

## Atractivos turísticos
- Exconvento colonial de San Pedro, ubicado en la cabecera, siglo XVIII.
- La casa principal de la exhacienda San Miguel que data del siglo XIX.
- El 29 de junio se celebra la fiesta de San Pedro Abad, patrono del pueblo.